# Listă de filme de groază din 2010
Aceasta este o listă de filme de groază din 2010.
| Titlu                            | Regizor                                                                      | Distribuție                                                       | Țara                                                              | Note                       |
| -------------------------------- | ---------------------------------------------------------------------------- | ----------------------------------------------------------------- | ----------------------------------------------------------------- | -------------------------- |
| 30 Days of Night: Dark Days      | Ben Ketai                                                                    | Kiele Sanchez, Mia Kirshner, Rhys Coiro                           | Statele Unite ale Americii                                        | [ 1 ]                      |
| 9 Temples                        | Saranyoo Jiralak                                                             | Siraphan Wattanajinda, James Alexander Mackie, Penpak Sirikul     | Thailanda                                                         | [ 2 ]                      |
| Atrocious                        | Fernando Barreda Luna                                                        | Cristian Valencia, Clara Moraleda, Chus Pereiro                   | Mexic · Spania                                                    | [ 3 ]                      |
| Basement                         | Asham Kamboj                                                                 | Danny Dyer, Jimi Mistry, Emily Beecham                            | Regatul Unit al Marii Britanii și al Irlandei de Nord             | [ 4 ] [ 5 ]                |
| Bereavement                      | Stevan Mena                                                                  | Michael Biehn, Alexandra Daddario, John Savage, Nolan Gerard Funk | Statele Unite ale Americii                                        | [ 6 ] [ 7 ]                |
| Birthright                       | Hashimoto Naoki                                                              | Oho Sayoko, Yagyu Miyu, Takizawa Ryoko                            | Japonia                                                           | [ 8 ]                      |
| Black Death                      | Christopher Smith                                                            |                                                                   | Regatul Unit al Marii Britanii și al Irlandei de Nord · Germania  | [ 9 ]                      |
| Bear                             | John Rebel                                                                   | Katie Lowes                                                       | Regatul Unit al Marii Britanii și al Irlandei de Nord             | [ 10 ]                     |
| Captifs                          | Yann Gozlan                                                                  | Zoe Felix, Eric Savin, Arie Elmaleh                               | Franța                                                            | [ 11 ] [ 12 ]              |
| Chain Letter                     | Deon Taylor                                                                  | Nikki Reed, Noah Segan, Keith David                               | Statele Unite ale Americii                                        | [ 13 ]                     |
| Cinco                            | Frasco Mortiz, Enrico Santos, Ato Bautista, Nick Olanka, Cathy Garcia-Molina |                                                                   | Filipine                                                          | [ 14 ]                     |
| The Child's Eye 3D               | Oxide Pang, Danny Pang                                                       | Rainie Yang, Elanne Kwong, Lam Ka-tung                            | Hong Kong                                                         | [ 15 ]                     |
| Cold Prey 3                      | Mikkel Brænne Sandemose                                                      |                                                                   | Norvegia                                                          | [ 16 ]                     |
| The Crazies                      | Breck Eisner                                                                 | Timothy Olyphant, Radha Mitchell, Danielle Panabaker              | Statele Unite ale Americii                                        | [ 17 ]                     |
| Dahmer Vs. Gacy                  | Ford Austin                                                                  | Randal Malone, Ford Austin, Art La Fleur                          | Statele Unite ale Americii                                        | [ 18 ]                     |
| Dead Exit                        | Wes Young & Ryan Goff                                                        | Bob Heron, Randy Foos                                             | Statele Unite ale Americii                                        | [ 19 ] [ necesită citare ] |
| Death Bell 2: Bloody Camp        | Yoo Sun-dong                                                                 | Kim Su-ro, Hwang Jeong-eum, Yun Shi-yun                           | Coreea de Sud                                                     | [ 20 ]                     |
| Dream Home                       | Pang Ho-cheung                                                               | Josie Ho, Eason Chan, Derek Tsang                                 | Hong Kong                                                         | [ 21 ]                     |
| Evil Rises                       | Nayato Fio Nuala                                                             | Zaki Zimah, Leylarey Lesesne, Monique Henry                       | Indonezia                                                         | [ 22 ]                     |
| Exorcismus                       | Manuel Carballo                                                              | Sophie Vavasseur, Stephen Billington, Doug Bradley                | Spania                                                            | [ 23 ]                     |
| The Frankenstein Syndrome        | Sean Tretta                                                                  | Louis Mandylor, Tiffany Shepis, David C. Hayes                    | Statele Unite ale Americii                                        | [ 24 ]                     |
| Frozen                           | Adam Green                                                                   | Emma Bell, Shawn Ashmore, Kevin Zegers                            | Statele Unite ale Americii                                        | [ 25 ]                     |
| Goblin                           | Jeffery Scott Lando                                                          | Gil Bellows, Tracy Spiridakos, Camille Sullivan                   | Canada                                                            | [ 26 ]                     |
| Hard Ride to Hell                | Penelope Buitenhuis                                                          | Miguel Ferrer, Laura Mennell, Katharine Isabelle                  | Statele Unite ale Americii                                        | [ 27 ]                     |
| Hatchet II                       | Adam Green                                                                   | Kane Hodder, Danielle Harris, Tom Holland                         | Statele Unite ale Americii                                        | [ 28 ]                     |
| The Haunted House Project        | Lee Cheol-ha                                                                 | Shin Gyeong-seon, Yun Yi-na, Jeon In-geol                         | Coreea de Sud                                                     | [ 29 ]                     |
| Helldriver                       | Yoshihiro Nishimura                                                          | Eihi Shiina, Yumiko Hara, Yurei Yanagi                            | Japonia                                                           | [ 30 ] [ 31 ]              |
| Hisss                            | Jennifer Chambers Lynch                                                      | Mallika Sherawat, Jeff Doucette, Irrfan Khan                      | India · Statele Unite ale Americii                                | [ 32 ]                     |
| Horny House of Horror            | Jun Tsugita                                                                  | Yuya Ishikawa, Saori Hara, Asami                                  | Japonia                                                           | [ 33 ]                     |
| I Am Virgin                      | Sean Skelding                                                                | Ron Jeremy, Melinda Ausserer, Maren Mcguire                       | Statele Unite ale Americii                                        | [ 34 ]                     |
| I Spit on Your Grave             | Steven R. Monroe                                                             | Jeff Branson, Sarah Butler, Rodney Eastman                        | Statele Unite ale Americii                                        | [ 35 ]                     |
| Insidious                        | James Wan                                                                    | Patrick Wilson, Rose Byrne, Lin Shaye                             | Statele Unite ale Americii                                        | [ 36 ]                     |
| The Intruder                     | Thanadol Nualsuth, Thammanoon Sakulboonthano                                 | Akara Amarttayakul, Kwankao Savetawimon, Apinya Sakuljaroensuk    | Thailanda                                                         | [ 37 ]                     |
| L.A. Zombie                      | Bruce LaBruce                                                                |                                                                   | Statele Unite ale Americii                                        | [ 38 ]                     |
| The Last Exorcism                | Daniel Stamm                                                                 | Patrick Fabian, Ashley Bell, Iris Bahr                            | Statele Unite ale Americii                                        | [ 39 ]                     |
| Let Me In                        | Matt Reeves                                                                  | Kody Smit-McPhee, Sasha Barrese, Chloe Moretz                     | /                                                                 | [ 41 ]                     |
| Midnight Beating                 | Zhang Jiabei                                                                 | Simon Yam, Francis Ng, Yang Yuyu                                  | Republica Populară Chineză                                        | [ 42 ]                     |
| Mongolian Death Worm             | Neil Elman, Steven R. Monroe                                                 | Sean Patrick Flanery, George Cheung, Victoria Pratt               | Statele Unite ale Americii                                        | [ 43 ]                     |
| My Soul to Take                  | Wes Craven                                                                   | Max Thieriot, John Magaro, Zena Grey                              | Statele Unite ale Americii                                        | [ 44 ]                     |
| A Nightmare on Elm Street        | Samuel Bayer                                                                 | Rooney Mara, Jackie Earle Haley, Kyle Gallner                     | Statele Unite ale Americii                                        | [ 45 ]                     |
| The Pack                         | Franck Richard                                                               | Émilie Dequenne, Yolande Moreau, Benjamin Biolay                  | Franța · Belgia                                                   | [ 46 ]                     |
| Paranormal Activity 2            | Tod Williams                                                                 | Katie Featherston, Micah Sloat, Brian Boland                      | Statele Unite ale Americii                                        | [ 47 ]                     |
| Paranormal Activity: Tokyo Night | Nagae Toshikazu                                                              | Nakamura Aoi, Aoyama Noriko, Yoshitani Ayako                      | Japonia                                                           | [ 48 ]                     |
| Piranha 3-D                      | Alexandre Aja                                                                | Elisabeth Shue, Adam Scott, Jerry O'Connell                       | Statele Unite ale Americii                                        | [ 49 ]                     |
| The Presence                     | Tom Provost                                                                  | Tony Curran, Deobia Oparei                                        | Statele Unite ale Americii                                        | [ 50 ]                     |
| Primal                           | Josh Reed                                                                    | Zoe Tuckwell-Smith, Krew Boylan, Linsday Farris                   | Australia · Regatul Unit al Marii Britanii și al Irlandei de Nord | [ 51 ]                     |
| Psychosis                        | Reg Traviss                                                                  | Charisma Carpenter, Ty Glaser, Axelle Carolyn                     | Regatul Unit al Marii Britanii și al Irlandei de Nord             | [ 52 ]                     |
| Puppet Master: Axis of Evil      | David DeCoteau                                                               | Levi Fiehler, Tom Sandoval, Jerry Hoffman                         | Statele Unite ale Americii                                        | [ 53 ]                     |
| Rammbock                         | Marvin Kren                                                                  |                                                                   | Austria                                                           | [ 54 ] [ 55 ]              |
| The Reef                         | Andrew Traucki                                                               | Damian Walshe-Howling, Zoe Naylor, Adrienne Pickering             | Australia                                                         | Natural horror             |
| Resident Evil: Afterlife         | Paul W.S. Anderson                                                           | Milla Jovovich, Ali Larter, Kim Coates                            | Canada · Germania                                                 | [ 57 ]                     |
| The Rig                          | Peter Atencio                                                                | William Forsythe, Art LaFleur, Sarah Laine                        | Statele Unite ale Americii                                        | [ 58 ]                     |
| Road Train                       | Dean Francis                                                                 | Sophie Lowe, Bob Morley, Georgina Haig                            | Australia                                                         | [ 59 ]                     |
| Rubber                           | Quentin Dupieux                                                              | Stephen Spinella, Roxane Mesquida, Jack Plotnick                  | Franța                                                            | [ 60 ]                     |
| Satan Hates You                  | James Felix McKenney                                                         | Reggie Bannister, Larry Fessenden, Michael Berryman               | Statele Unite ale Americii                                        | [ 61 ]                     |
| Saw 3D                           | Kevin Greutert                                                               | Tobin Bell, Cary Elwes, Costas Mandylor                           | Statele Unite ale Americii                                        | [ 62 ]                     |
| Shelter                          | Mans Marlind, Bjorn Stein                                                    | Julianne Moore, Jonathan Rhys-Meyers                              | Statele Unite ale Americii                                        | [ 63 ]                     |
| The Silent House                 | Gustavo Hernandez                                                            | Gustavo Alonso, Abel Tripaldi, Florencia Colucci                  | Uruguay                                                           | [ 64 ]                     |
| Sint                             | Dick Maas                                                                    |                                                                   | Țările de Jos                                                     | [ 65 ]                     |
| Stake Land                       | Jim Mickle                                                                   | Connor Paolo, Nick Damici, Kelly McGillis                         | Statele Unite ale Americii                                        | [ 66 ]                     |
| The Tenant                       | Ric La Monte                                                                 | Michael Berryman, J. LaRose, Carrie Drazek                        | Statele Unite ale Americii                                        | [ 67 ]                     |
| Thankskilling                    | Jordan Downey                                                                |                                                                   | Regatul Unit al Marii Britanii și al Irlandei de Nord             | [ 68 ]                     |
| Tucker and Dale Vs. Evil         | Eli Craig                                                                    | Tyler Labine, Alan Tudyk, Katrina Bowden                          | Statele Unite ale Americii · Canada                               | [ 69 ]                     |
| The Ward                         | John Carpenter                                                               | Amber Heard, Danielle Panabaker, Mamie Gummer                     | Statele Unite ale Americii                                        | [ 70 ]                     |
| We Are What We Are               | Jorge Michel Grau                                                            | Francisco Barreiro, Alan Chávez, Paulina Gaitan                   | Mexic                                                             | [ 71 ]                     |
| The Wolfman                      | Joe Johnston                                                                 | Benicio del Toro, Anthony Hopkins, Emily Blunt                    | Statele Unite ale Americii                                        | [ 72 ]                     |
| Womb Ghosts                      | Dennis Law                                                                   | Chrissie Chau, Lam Suet, Koni Lui                                 | Hong Kong                                                         | [ 73 ]                     |